# Galaxie à anneau polaire

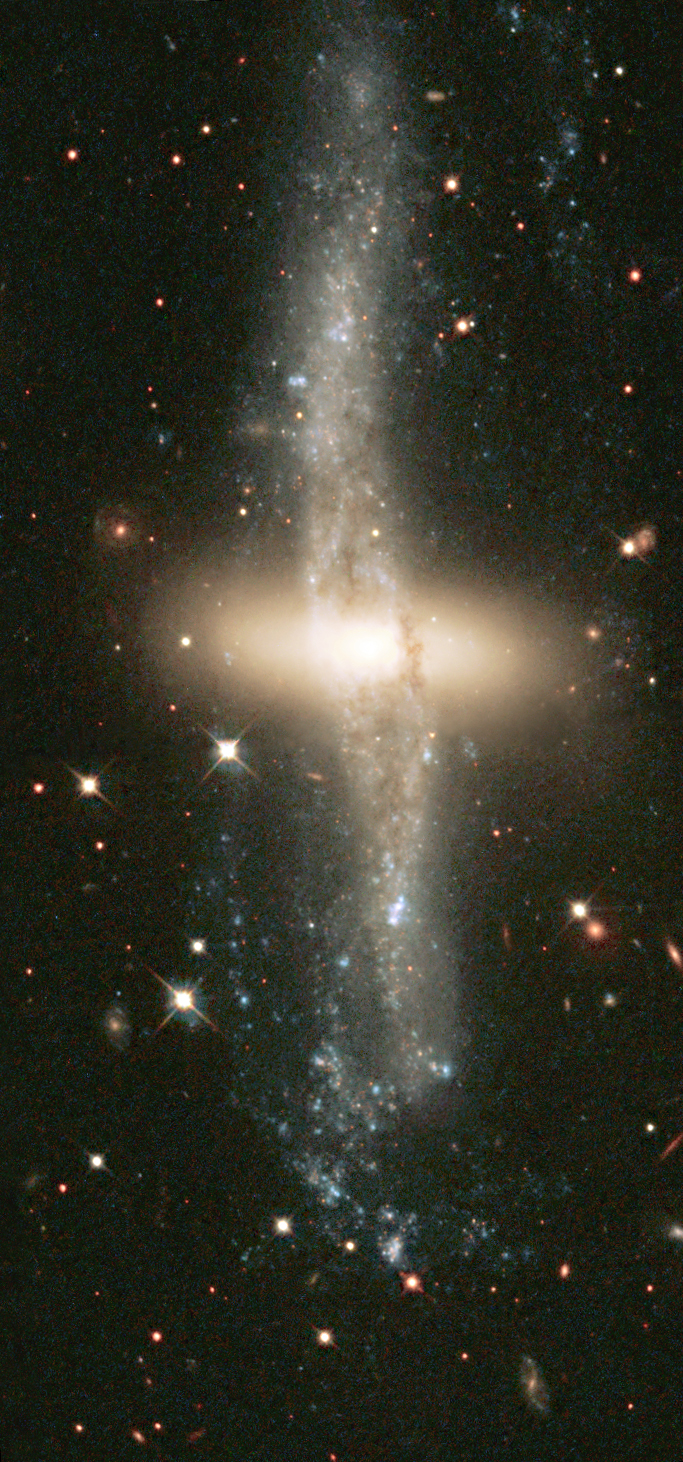
NGC 4650A, un exemple de galaxie à anneau polaire. Crédit : Télescope spatial Hubble/NASA/ESA.

Une galaxie à anneau polaire est un type de galaxie dans laquelle un anneau de gaz et d'étoiles tourne autour des pôles d'une galaxie hôte. On pense que ces anneaux se forment lorsque deux galaxies interagissent gravitationnellement. Une possibilité est que de la matière est déplacée par effet de marée, du fait du passage d'une autre galaxie, pour former un anneau. L'autre possibilité est qu'une petite galaxie percute une galaxie plus grande, orthogonalement au plan de rotation de cette dernière.
Les quatre premières galaxies à avoir été identifiées comme galaxies à anneau sont NGC 2685, NGC 4650A,, A 0136 -0801, et ESO 415 -G26.
Ces galaxies ont été étudiées de manière intensive, et de nombreuses autres galaxies à anneau ont été découvertes depuis. L'un des principaux attraits de l'étude de ces objets réside dans leur distribution unique de matière noire. En effet, dans une galaxie « classique » la matière noire forme un halo sphérique autour des galaxies. Si la matière noire était répartie uniformément autour de tels systèmes (sphériquement), alors les deux parties de l'ensemble tourneraient à même vitesse, or il s'avère que l'anneau tourne toujours plus vite que sa galaxie hôte, indiquant un halo aplati autour de l'anneau.
On peut trouver des anneaux autour de 0,5 %  des galaxies lenticulaires proches, et il est possible que 5 % des galaxies lenticulaires aient possédé un anneau à un moment de leur existence.